# Латваярви (озеро, Лахденпохский район)
Ла́твая́рви (фин. Latvajärvi) — озеро на территории Мийнальского сельского поселения Лахденпохского района и Хаапалампинского сельского поселения Сортавальского района Республики Карелия.

## Общие сведения
Площадь озера — 0,5 км², площадь водосборного бассейна — 4,1 км². Располагается на высоте 24,4 метров над уровнем моря.
Форма озера лопастная, продолговатая: вытянуто с северо-запада на юго-восток. Берега каменисто-песчаные, возвышенные, скалистые.
Протокой соединяется с озером Питкяярви.
Населённые пункты возле озера отсутствуют. Ближайший — посёлок Кортела — расположен в 2,5 км к югу от озера.
Название озера переводится с финского языка как «верхнее озеро».
Код объекта в государственном водном реестре — 01040300211102000013100.